# Colours (album của Michael Learns to Rock)
Colours là alum thứ hai của ban nhạc Đan Mạch theo thể loại soft rock Michael Learns to Rock. Nó được phát hành vào tháng 10 năm 1993.

## Danh sách track
1. "Wild Women"
2. "Something Right"
3. "Sleeping Child"
4. "I'm Gonna Come Back"
5. "Somewhere, Somehow" (song tấu với Amy Grant)
6. "Complicated Heart"
7. "25 Minutes"
8. "You Keep Me Running"
9. "Out Of The Blue"
10. "Ocean Of Love"
11. "Love One Another"
12. "I Wanna Dance"